# Rafał Cieszyński
Rafał Cieszyński (ur. 10 czerwca 1976 w Rypinie) – polski aktor filmowy i teatralny, prezenter telewizyjny oraz instruktor kulturystyki.

## Życiorys
W młodości uczęszczał na zajęcia taneczne w Domu Kultury w Rypinie. Naukę rozpoczął w Technikum Elektronicznym w Bydgoszczy. Ukończył naukę w Technikum Elektronicznym im. Generała Józefa Bema w Warszawie. W 2002 z wyróżnieniem ukończył Szkołę Filmową w Łodzi.
Kiedy miał 18 lat, został gospodarzem programu Młodzieżowe studio poetyckie (1994). Następnie prowadził Magazyn młodzieżowy Raj (oba w TVP1), kanał tematyczny Tylko muzyka i Muzyczną windę na Polsacie.

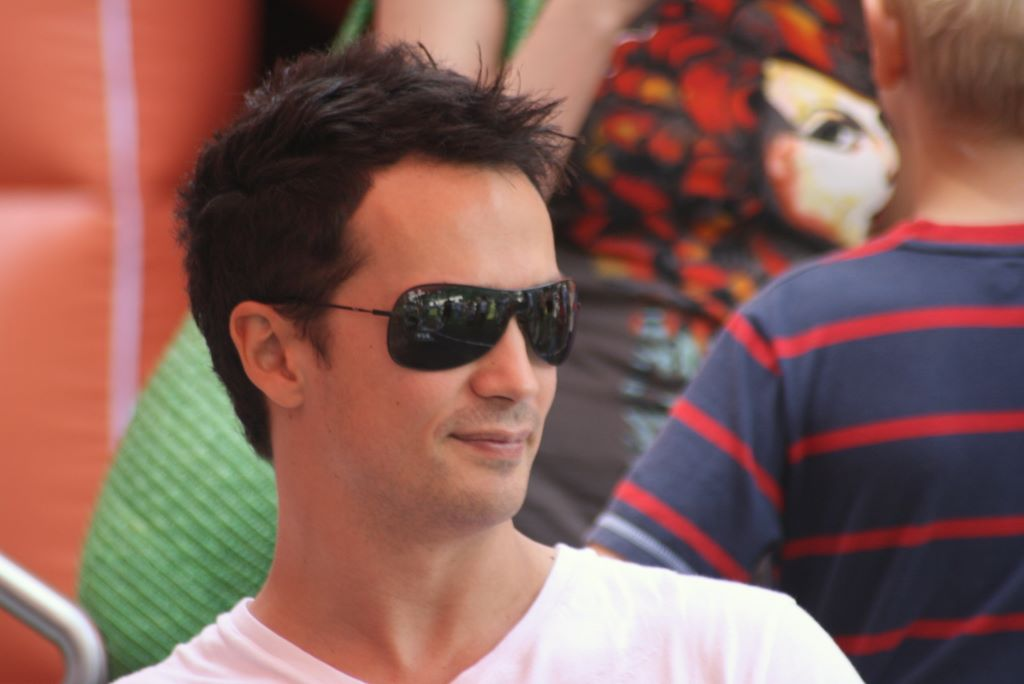
Cieszyński (2007)

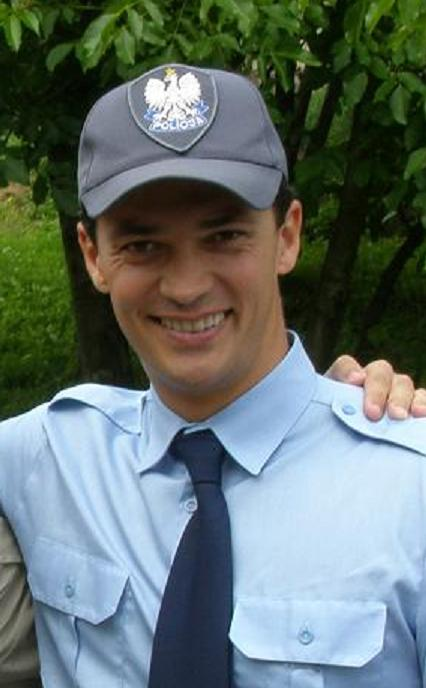
Cieszyński w serialu Ojciec Mateusz (2010)

W 1997 zadebiutował jako aktor na ekranie rolą Marcina w telenoweli TVP1 Klan, w której grał do 2000. W kinie po raz pierwszy pojawił się z małą rolą w adaptacji powieści Henryka Sienkiewicza w reżyserii Jerzego Hoffmana Ogniem i mieczem (1999). W 2000 zadebiutował na scenie Teatru Zwierciadło w Łodzi w spektaklu Jana Machulskiego Niebezpieczne zabawy. Zagrał zakochanego ucznia klasy maturalnej w filmie To my (2000) i pojawił się jako pan młody w Listach miłosnych (2001). W 2001 wystąpił w teledysku do piosenki Natalii Kukulskiej „Cicho ciepło”. W latach 2002–2006 był aktorem Teatru Studio w Warszawie, w 2007 przeszedł do Teatru Komedia. W tym czasie kontynuował karierę telewizyjną i wystąpił w wielu serialach, m.in. zagrał diabła w Świecie według Kiepskich (2004), przyjaciela Pawła w Pierwszej miłości (2004–2005, 2014–2015), „Zidane’a”, członka gangu w Oficerze (2005) i Szymona Pawłowskiego w Pensjonacie pod Różą (2005) i Maksymiliana Friege’a w Fali zbrodni (2006–2007). Studiował aktorstwo w Lee Strasberg Studio w Los Angeles. Od 2008 występuje w roli starszego sierżanta Przemysława Gibalskiego w serialu Ojciec Mateusz. W 2009 zagrał, wzorowaną na Fon Kostrynie, postać kochanka tytułowej bohaterki we współczesnej filmowej adaptacji Balladyny Słowackiego w reżyserii Dariusza Zawiślaka. W 2024 był nominowany do Telekamery w kategorii aktor.
Uczestniczył w programach rozrywkowych: Taniec z gwiazdami (2006), Gwiazdy tańczą na lodzie (2008) i Fort Boyard (2009). Prowadził reality show telewizji Puls Bankomat. Wyścig z czasem (2013). Był bohaterem jednego z odcinków programu dokumentalnego kanału TLC Gwiazdy w karetce (2015). 
Jest instruktorem kulturystyki Polskiej Federacji Trójboju Siłowego i Kulturystyki oraz Amerykańskiej Federacji ISSA.

## Życie prywatne
W 2007 ożenił się z Alżbetą Lenską, a 28 sierpnia 2008 wzięli ślub kościelny w kościele św. Anny przy Krakowskim Przedmieściu. Mają dwoje dzieci, córkę Zofię (ur. 2011) i syna Antoniego (ur. 2013).

## Filmografia
Filmy fabularne
| Rok  | Tytuł                             | Rola                                  | Reżyser            |
| ---- | --------------------------------- | ------------------------------------- | ------------------ |
| 1999 | Ogniem i mieczem                  | Subagazi, głównodowodzący wojsk Chana | Jerzy Hoffman      |
| 2000 | To my                             | Rafał Zdrojewski „Widelec”            | Waldemar Szarek    |
| 2001 | Listy miłosne                     | pan młody                             | Sławomir Kryński   |
| 2001 | Pokolenie 2000 (TV) – Inferno     | Piękniś, przyjaciel Anki              | Maciej Pieprzyca   |
| 2006 | Job, czyli ostatnia szara komórka | instruktor fitnessu                   | Konrad Niewolski   |
| 2006 | Szatan z siódmej klasy            | Francuz                               | Kazimierz Tarnas   |
| 2007 | Lejdis                            | żongler                               | Tomasz Konecki     |
| 2008 | Nie kłam, kochanie                | chłopak Magdy                         | Piotr Wereśniak    |
| 2009 | Balladyna (The Bait)              | Chris                                 | Dariusz Zawiślak   |
| 2009 | Fenomen                           | Czarek                                | Tadeusz Paradowicz |
| 2011 | 1920 Bitwa Warszawska             | porucznik Jan Kowalewski              | Jerzy Hoffman      |
| 2020 | Pętla                             | agent Marek                           | Patryk Vega        |

Seriale TV
- 1997–1998, 2000: Klan jako Marcin, kolega Agnieszki Lubicz
- 2000–2002: Invisible Man
- 2001: Chronicle
- 2001: Na dobre i na złe jako Kostek Mikuła
- 2002: Samo życie jako Eryk, asystent Marty Ignis
- 2003: Kasia i Tomek jako mężczyzna (głos)
- 2003: Na Wspólnej jako klubowicz Tomek Pytel
- 2003, 2006–2007: Fala zbrodni jako Maksymilian Friege (odc. 57–59, 61–64, 66–71, 73–80, 85, 86) oraz Bogdan Rudzki „Sindbad” (odc. 2)
- 2004: Talki z resztą jako pracownik
- 2004: Świat według Kiepskich jako Diabeł (odc. 157)
- 2004: Camera Café jako robotnik
- 2004–2005, 2014–2015: Pierwsza miłość jako Łukasz „Harcerz” Szostak
- 2004–2005: Oficer jako Sławomir Halec „Zidane”
- 2005: Świat według Kiepskich jako instruktor fitness, prowadzący telewizyjny trening, oglądany przez Paździochów i Halinkę Kiepską
- 2005: Pensjonat pod Różą jako Szymon Pawłowski, chłopak Michała
- 2005: Bulionerzy jako Markus, kreator mody (odc.37)
- 2005: Biuro kryminalne jako Marcin Czarniawski
- 2005: Kryminalni jako Mat (odc. 32)
- 2005: Anioł Stróż jako Eryk, sąsiad Anny, upadły anioł
- 2006: Szatan z siódmej klasy jako Francuz
- 2007: Barwy szczęścia jako rehabilitant Sławek,który zajmował się Pawłem Zwoleńskim (kilka odcinków)
- 2007: Niania jako Oskar Król (odc. 75)
- 2007: Tylko miłość jako Roland Żurek
- 2007: Sąsiedzi jako Konrad Malicki, kolega Cezarego
- 2007: Plebania jako Iwo
- 2007: U fryzjera jako Gulgul
- 2007: Hela w opałach jako Misiek, chłopak Bożeny
- 2008: Agentki jako Paweł Jagodziński (odc. 6)
- od 2008: Ojciec Mateusz jako policjant st. sierż. Przemysław Gibalski
- 2009: Doręczyciel jako Marek Kowal
- 2009–2010: Samo życie jako Krzysztof
- 2010: Hotel 52 jako Witold Żak
- 2012: Galeria jako Michał Loren
- 2012: Ja to mam szczęście! jako Ernesto (odc. 52)
- 2012: Na Wspólnej jako Paweł Woliński
- 2014: Galeria jako Michał Loren
- 2015: Zbrodnia. Sezon drugi jako Witold Popławski
- 2015: Komisarz Alex jako Oskar Pabich (odc. 90)
- 2017: Na dobre i na złe jako Mirek, mąż Marii (odc. 662)
- 2018–2019: Znaki jako ksiądz Roman Śmigielski
- 2019: Gabinet numer 5 jako Marcin Konieczny (odc. 12)
- 2023: Sprawiedliwi Wydział Kryminalny jako policjant Paweł Radziwił
- 2023: Barwy szczęścia jako Mariusz (odc. 2846, 2848, 2849, 2860, 2877, 2888, 2902, 2903)[9]

## Role teatralne
| data premiery | tytuł                                                   | autor                                           | reżyser                                   | rola                   | teatr                   |
| ------------- | ------------------------------------------------------- | ----------------------------------------------- | ----------------------------------------- | ---------------------- | ----------------------- |
| 1999.05.15    | Król Lear                                               | William Szekspir                                | Jan Machulski                             | Król Francji           | Teatr Studyjny PWSFTviT |
| 2000.12.03    | Niebezpieczne zabawy                                    | Jan Machulski                                   | Jan Machulski                             | Aktor                  | Teatr Zwierciadło       |
| 2002.01.31    | Amadeus                                                 | Peter Shaffer                                   | Zbigniew Brzoza                           | Zalotnik               | Teatr Studio            |
| 2002.11.14    | Dowcip                                                  | Margaret Edson                                  | Magdalena Łazarkiewicz                    | Dr Jason Porner        | Teatr Studio            |
| 2003.10.17    | Bal pod Orłem                                           | Zbigniew Brzoza                                 | Zbigniew Brzoza                           |                        | Teatr Studio            |
| 2005.05.11    | Géza dzieciak                                           | János Háy                                       | Zbigniew Brzoza                           | Karesz                 | Teatr Studio            |
| 2006.02.17    | Sługa dwóch panów                                       | Goldoni Carlo                                   | Tuminas Rimas                             | Florindo               | Teatr Studio            |
| 2007.03.30    | Koleżanki                                               | Pierre Chesnot                                  | Grzegorz Chrapkiewicz                     | Bernard                | Teatr Komedia           |
| 2008.05.09    | Niebezpieczne związki                                   | Christopher Hampton, Pierre Choderlos de Laclos | Bartłomiej Wyszomirski                    | Kawaler Danceny        | Teatr Komedia           |
| 2008.05.17    | Pajęcza sieć                                            | Agatha Christie                                 | Wojciech Malajkat                         | OIivier Costello       | Teatr Syrena            |
| 2011.11.27    | Zamknięty świat                                         | Catherine Aigner                                | Dariusz Taraszkiewicz                     | Filip                  | Teatr Finestra          |
| 2012.09.08    | Sie kochamy                                             | Murray Schisgal                                 | Dariusz Taraszkiewicz                     | Milt Manville          | Teatr Kamienica         |
| 2015.01.05    | Człowiek dwóch szefów                                   | Richard Bean                                    | Tomasz Dutkiewicz                         | Alan                   | Teatr Komedia           |
| 2015.10.05    | Przekręt (nie)doskonały, czyli kto widział Pannę Flint? | Donald Churchill, Peter Yeldhman                | Andrzej Rozhin                            | Thomas Lambert         | Teatr Capitol           |
| 2016.03.06    | Interes życia                                           | Doug Hughes, Marcia Kash                        | Tomasz Dutkiewicz                         | Sebastian              | Teatr Komedia           |
| 2017.02.26    | Kontrabanda                                             | Doug Hughes, Marcia Kash                        | John Weisgerber                           | Hamilton X. Effing     | Teatr Komedia           |
| 2017.04.17    | Klatka dla ptaków                                       | Jean Poiret                                     | Andrzej Strzelecki                        | Teatr Gudejko Warszawa | Franek                  |
| 2017.05.07    | Komedia o napadzie na bank                              | Henry Lewis, Jonathan Sayer, Henry Shields      | Tomasz Dutkiewicz                         | parodysta              | Teatr Komedia           |
| 2017.10.14    | Prywatna klinika                                        | John Chapman, Dave Freeman                      | Agencja Artystyczna Novakka z Częstochowy | Gordon                 | Grzegorz Reszka         |
| 2018.06.18    | Dwie pary do pary (Suitehearts)                         | Billy Van Zandt, Jane Milmore                   | Olaf Lubaszenko                           | Frankie                | Teatr Capitol           |
| 2022.01.01    | Na pełnych obrotach                                     | Derek Benfield                                  | Tomasz Dutkiewicz                         | role                   | Teatr Komedia           |